# 1991年貝爾格萊德抗議

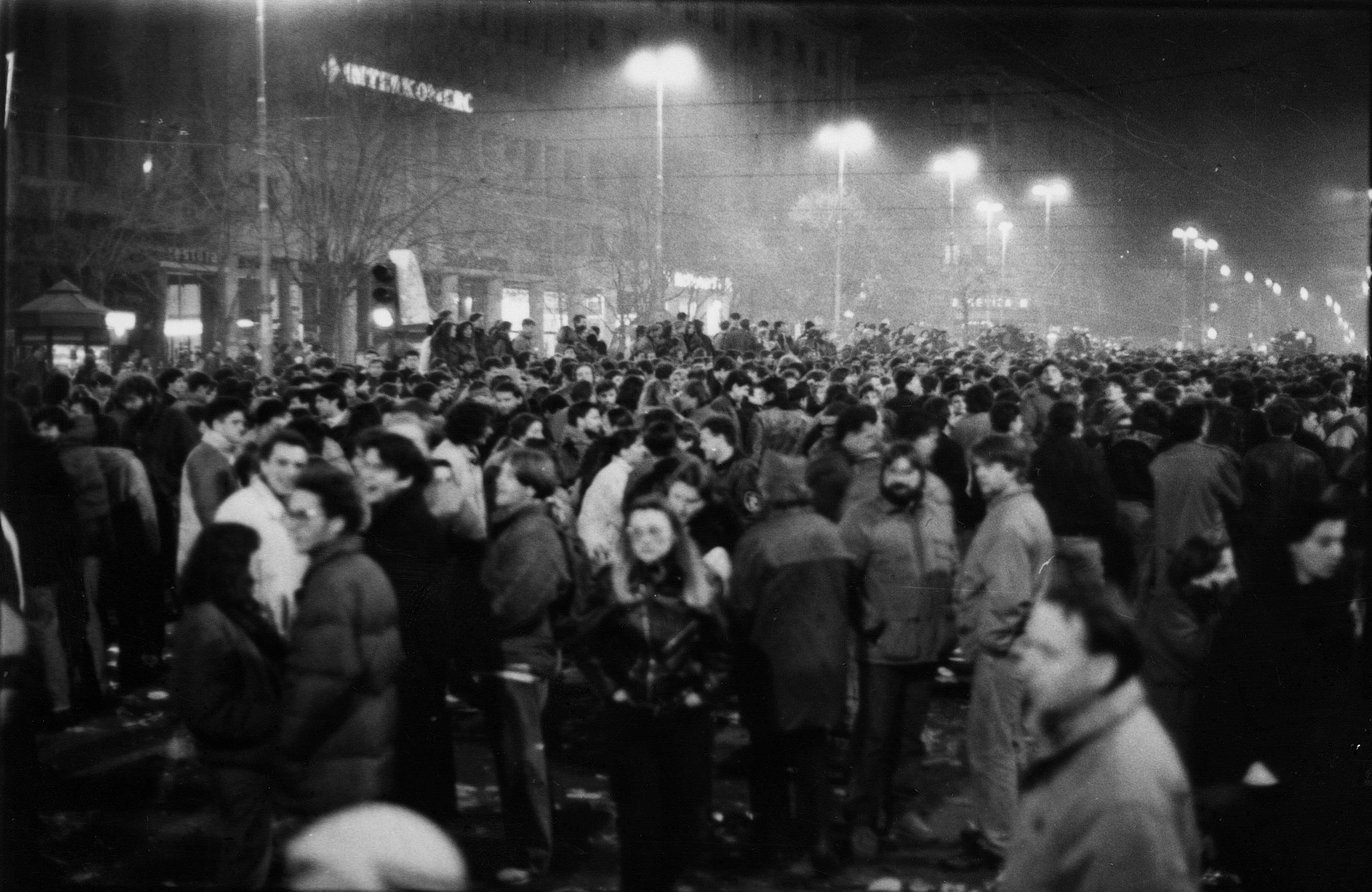
1991年贝尔格莱德抗议

1991年贝尔格莱德抗议，指的是1991年3月发生在南斯拉夫社会主义联邦共和国首都贝尔格莱德街头的一场抗议活动，此次抗议随后因为抗议者与警察之间严重的冲突而变成一场骚乱。
最初的大规模集会发生于3月9日，由塞尔维亚反对党塞尔维亚复兴运动的主席武克·德拉什科维奇发起，抗议塞尔维亚总统斯洛博丹·米洛舍维奇及其塞尔维亚社会党滥用贝尔格莱德广播电视。有两人在接踵而至的暴力事件中丧生，当局命令南斯拉夫人民军走上街头。警方拘留了数名塞尔维亚复兴运动的著名官员，并禁止媒体外流认为政府不友好的报道。
次日，为应对昨天的事件，更多抗议者聚集成更大的人群，包括約5000位貝爾格勒大學學生與民主党的领袖。政府支持者组织反集会活动作为回应。3月14日，塞尔维亚复兴运动的领袖们被警方释放，此次抗议活动结束。当局撤换了政府电视台主管和内政部长。